# 里德巴赫河 (奧伊拉赫河支流)
47°30′24″N 8°45′32″E / 47.5067°N 8.7589°E

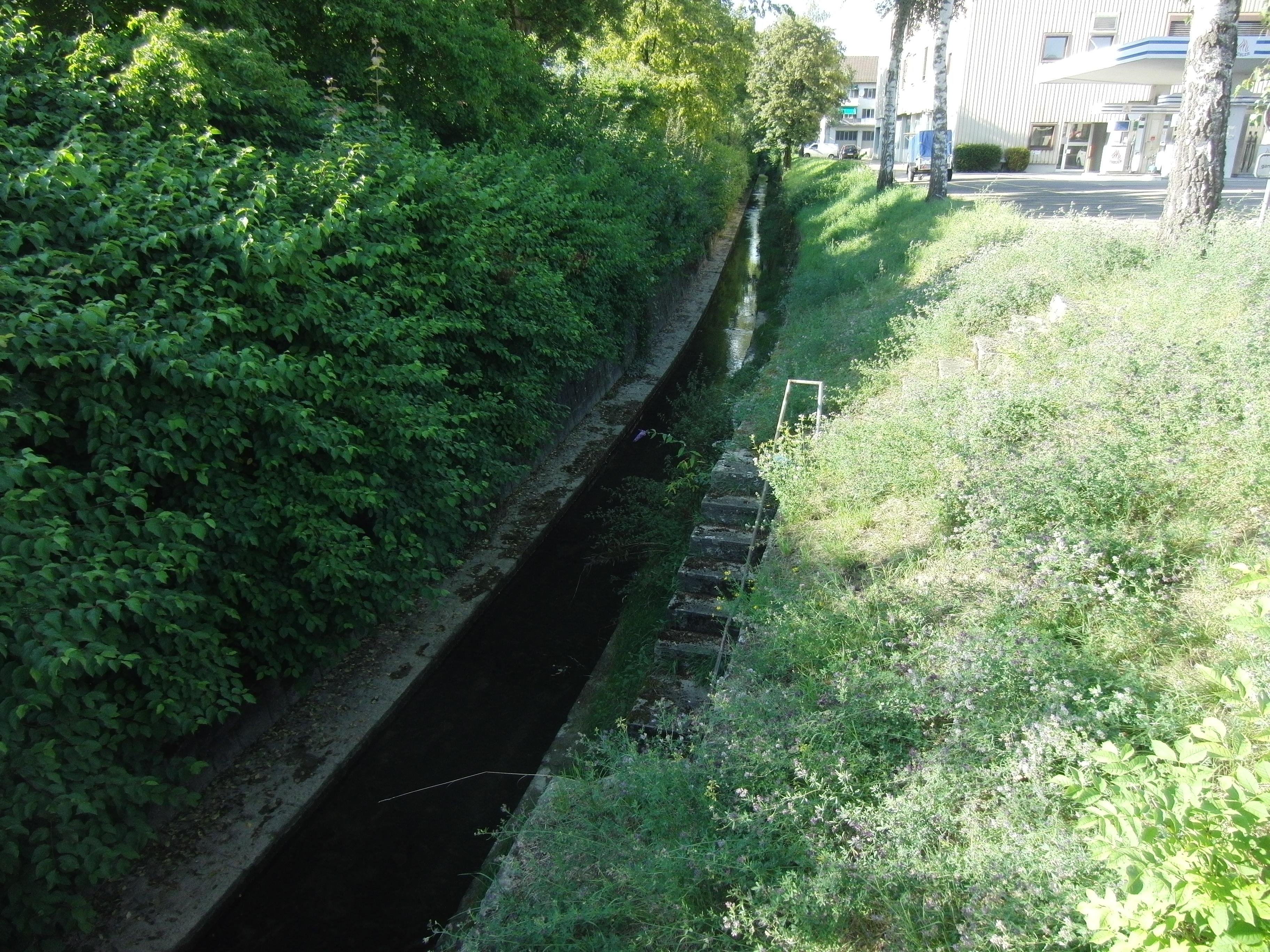

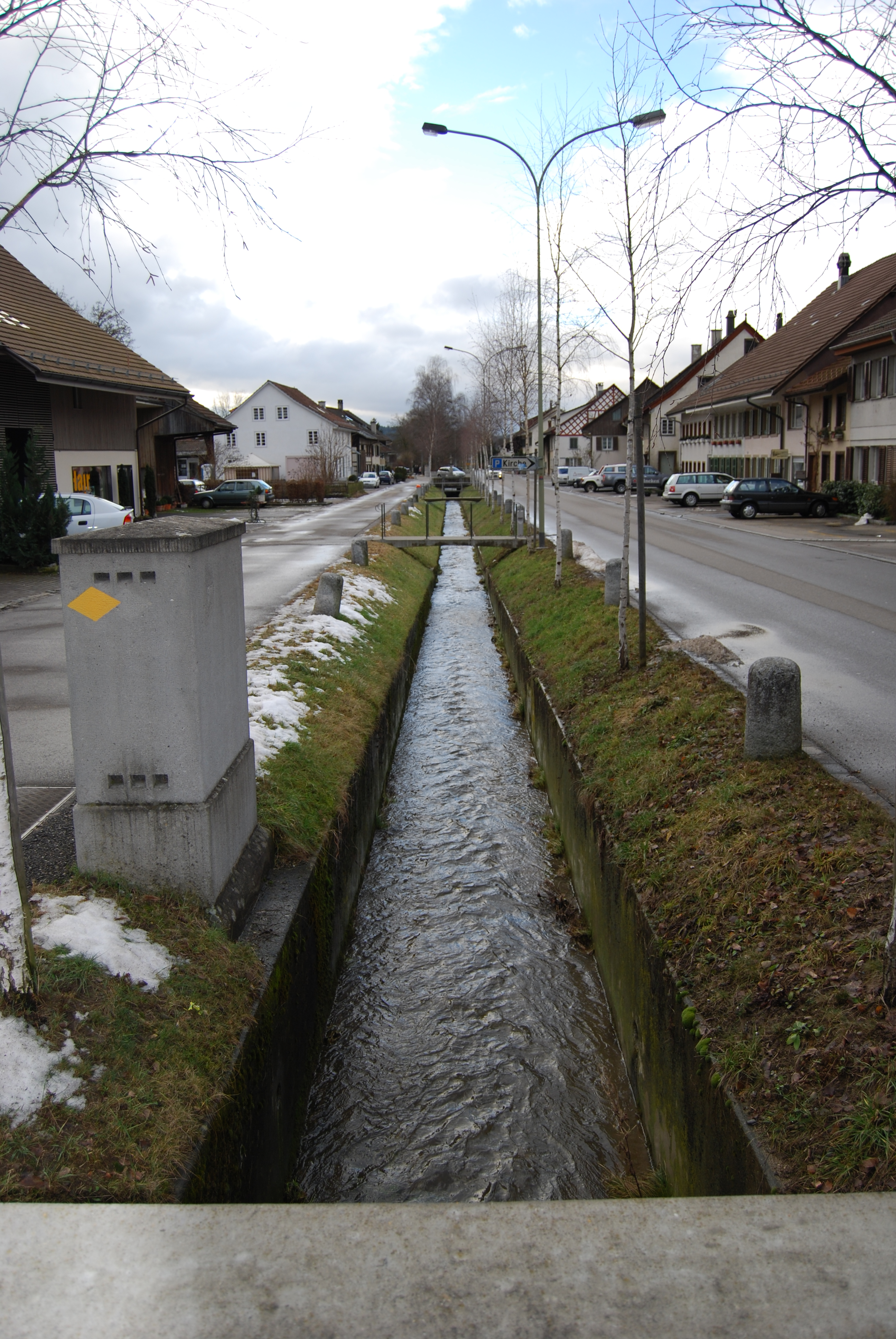

里德巴赫河是瑞士的河流，位於該國北部，流經蘇黎世州，該河流屬於奧伊拉赫河的右支流，河道全長7.2公里，河畔城鎮有溫特圖爾。